# Edgardo Sogno
Pour les articles homonymes, voir Sogno.
Edgardo Sogno (29 décembre 1915 – 5 août 2000) est un diplomate, militaire et homme politique italien. 

## Biographie
Le comte Edgardo Pietro Andrea Sogno Rata del Vallino di Ponzone est issu d'une famille aristocratique du Piémont. D'abord militaire, il devient lieutenant de cavalerie au sein de l'armée royale italienne. En août 1938, il se porte volontaire pour combattre pendant la guerre d'Espagne dans les rangs nationalistes. Monarchiste et hostile à Mussolini, il manifeste son hostilité aux lois raciales en parcourant Turin porteur d'une étoile jaune sur la poitrine. En 1943-45, il rejoint la résistance contre les occupants allemands et leurs alliés fascistes, se distinguant par des actions héroïques. Il reçoit en 1945 la médaille d'or de la résistance. 
Après-guerre, il est membre de 1946 à 1948 de l'Assemblée constituante de la République italienne, sous l'étiquette du Parti libéral italien. Il s'engage ensuite dans le militantisme anticommuniste en fondant en 1953 le mouvement Pace e libertà. Mais à la fin des années 1950, jugeant l'anticommunisme « en phase déclinante », il s'éloigne de la politique pour suivre une carrière de diplomate. Dans les années 1960, il est ambassadeur d'Italie en Birmanie.
Revenu en Italie en 1970, et convaincu que le pays dérive vers une prise de pouvoir communiste, il reprend le militantisme et fonde un nouveau mouvement, les Comités de résistance démocratique. Il noue alors des contacts avec divers officiers des forces armées, ainsi qu'avec des hommes politiques comme l'ancien ministre Randolfo Pacciardi. Sogno envisage de « préserver » la démocratie italienne, y compris en utilisant des moyens illégaux et violents, et de réaliser un coup de force pour écarter les partis de gauche du pouvoir. Ses échanges se limitent cependant à des gradés de l'armée italienne - dont tous n'acceptent pas son idée - et il ne dispose d'aucune force militaire. Il organise plusieurs réunions, mais son projet de coup d'État semble s'être limité à des velléités, sans réelles possibilités de passer à l'action. Pendant l'été 1974, le ministre de l'intérieur Paolo Emilio Taviani, informé d'une possible conjuration, ordonne l'arrestation de Sogno. Ce dernier se cache, mais il est finalement retrouvé par la police le 5 mai 1976. Il est libéré dès le 19 juin et acquitté deux ans plus tard pour absence de charges.
Le projet de coup d'État de Sogno — surnommé le « putsch blanc », en italien golpe bianco, en raison de son absence de liens avec les néofascistes auteurs de complots similaires — est l'un des épisodes controversés des années de plomb italiennes. Les défenseurs de Sogno mettent en avant son passé glorieux dans la résistance et jugent qu'il a été injustement persécuté par la magistrature - ce que tendrait à confirmer son acquittement - tandis que ses détracteurs jugent que les projets subversifs de Sogno, pour irréalistes qu'ils aient pu être, ne sauraient être excusés par son passé.
Il tente en retour en politique en 1996 en se portant candidat au Sénat sous l'étiquette Alliance nationale, mais n'est pas élu. Mort en 2000 d'un arrêt cardiaque, il reçoit, sur décision du gouvernement de centre-gauche de Giuliano Amato, des funérailles nationales.